# Trachyoribates africanus
Trachyoribates africanus är en kvalsterart som först beskrevs av Yousef och Abdul Halim Nasr 1976.  Trachyoribates africanus ingår i släktet Trachyoribates och familjen Haplozetidae. Inga underarter finns listade i Catalogue of Life.